# Onthophagus velutinus
Onthophagus velutinus é uma espécie de inseto do género Onthophagus, família Scarabaeidae, ordem Coleoptera.
Foi descrita cientificamente por Horn em 1875.